# Rytidosperma paschale
Rytidosperma paschale là một loài thực vật có hoa trong họ Hòa thảo. Loài này được (Stapf) C.M.Baeza miêu tả khoa học đầu tiên năm 1991.